# NGC 230
NGC 230 é uma galáxia espiral (Sa) localizada na direcção da constelação de Cetus. Possui uma declinação de -23° 37' 44" e uma ascensão recta de 0 horas, 42 minutos e 27,0 segundos.
A galáxia NGC 230 foi descoberta em 1886 por Frank Leavenworth.